# Roodt-sur-Syre
Roodt-sur-Syre (franska) (luxemburgiska: Rued-Sir lyssna (fil), tyska: Roodt-Syr) är en ort i kantonen Grevenmacher i östra Luxemburg. Den ligger i kommunen Betzdorf vid floden Syre, cirka 14 kilometer nordost om staden Luxemburg. Orten har 2 002 invånare (2022).